# Frank Diemar
Frank Diemar (* 4. September 1963 in Zella-Mehlis) ist ein deutscher Marketingfachmann und Heraldiker, der zahlreiche Wappen für Gemeinden und Orte in Deutschland entworfen hat. Frank Diemar lebt in Erfurt.

## Werdegang
Frank Diemar arbeitete nach seinem Studium in Mainz und Erfurt von 1990 bis 1996 als Hochschullehrer an der Universität Erfurt. Als Sachverständiger für Design und Wirtschaftswerbung ist dort weiterhin als Lehrbeauftragter tätig. Zu Themen wie Crossmediale  Marketingkommunikation und Verzahnung von Marketing und Vertrieb hat er zahlreiche Fachartikel veröffentlicht. Er ist zudem als Marketingexperte, unter anderem in den Bereichen Gesundheits- und ÖPNV-Marketing, tätig. Er ist ferner Gründer, Mitinhaber und Geschäftsführer der in Erfurt ansässigen Diemar, Jung  & Zapfe Werbeagentur GmbH. Einer breiteren Öffentlichkeit bekannt ist Diemar vor allem als Experte für Heraldik und Kalligrafie.

## Wappengestaltung

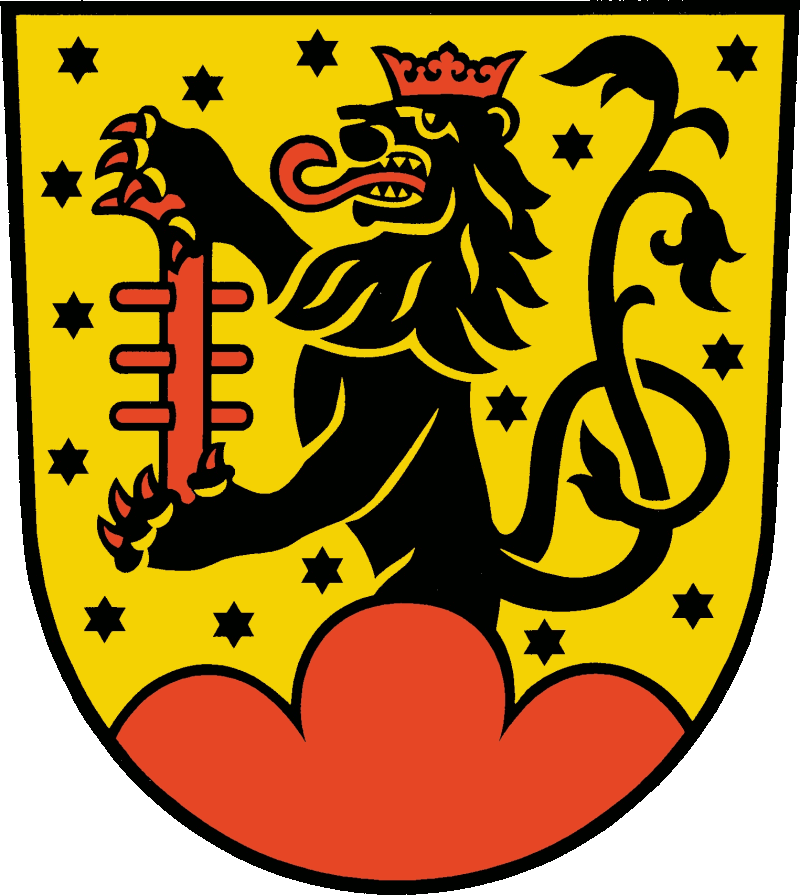
Wappen der Gemeinde Löwenberger Land, von Frank Diemar gestaltet

Wappen von Kiekebusch mit dem Autobahnkreuz Schönefeld als Stützbogenhochkreuz

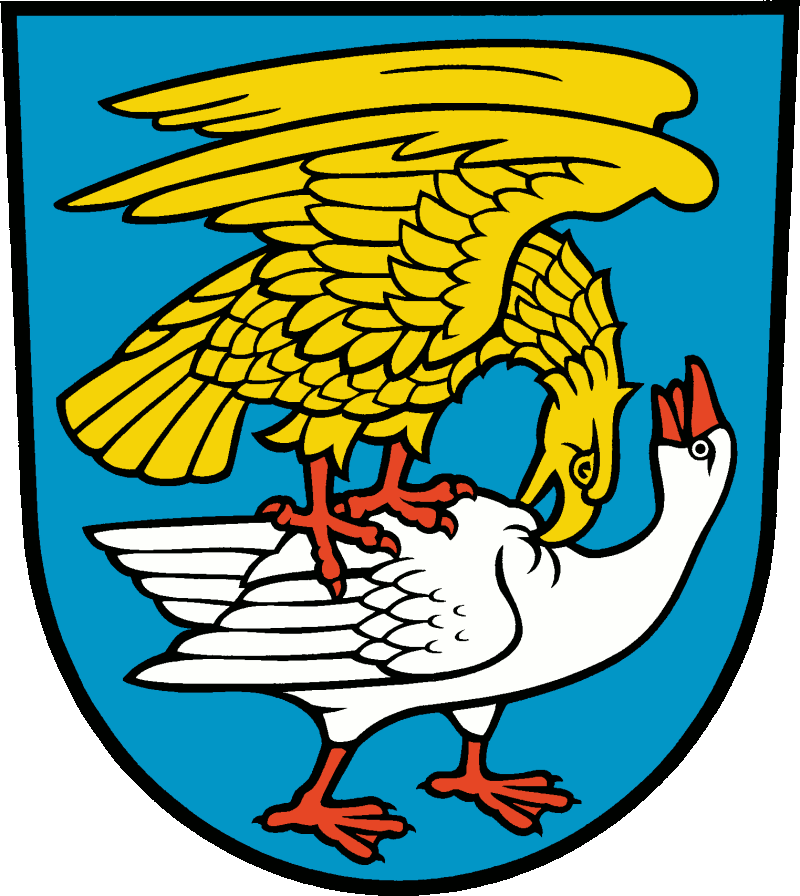
Wappen der Stadt Kremmen: Adler greift Gans

Diemar fertigte insbesondere neue Wappen für Orte in Brandenburg und Thüringen an, die nach der Deutschen Wiedervereinigung sowie aufgrund der Reformen der Gemeindestrukturen um die Jahrtausendwende erforderlich waren. Dazu zählt beispielsweise das am 21. Februar 2001 genehmigte Wappen für die Gemeinde Löwenberger Land, für das Diemar folgende Blasonierung wählte:

„Im goldenen, mit schwarzen Sternen bestreuten Schild aus rotem Dreiberg wachsend ein rot-bewehrter, -gezungter und -gekrönter doppeltgeschwänzter schwarzer Löwe mit einer roten Steigleiter mit drei Quersprossen zwischen den Vorderpranken.“

Neben historischen und naturräumlichen Elementen greift Diemar bei der Gestaltung gelegentlich auch aktuelle Bezüge auf. So wählte er bei der Wappengestaltung für den Schönefelder Ortsteil Kiekebusch als zentrales Element das am Ort gelegene und neu ausgebaute Autobahnkreuz Schönefeld, das er als rot-bordiertes silbernes Stützbogenhochkreuz, belegt mit einem roten Fadenkreuz, darstellte. Dabei überdeckte er den unteren Längsbalken mit einem grünen Busch, der als redendes Element auf den Ortsnamen verweist.
Weitere Wappen gestaltete Diemar unter anderem für:
Brandenburg
- Ahrensfelde
- Amt Falkenberg-Höhe
- Amt Oder-Welse
- Basdorf
- Bestensee
- Blumberg
- Bochow
- Busendorf
- Dahlewitz
- Dahmetal
- Dallgow-Döberitz
- Deetz
- Eiche
- Fehrbellin
- Golm
- Heckelberg-Brunow
- Heideblick
- Hennickendorf
- Herzfelde
- Hirschfeld
- Hirschfelde
- Hohenleipisch
- Ketzin/Havel
- Kiekebusch
- Kleinmachnow
- Königshorst
- Kolkwitz
- Kremmen
- Krielow
- Langen
- Linum
- Löwenberger Land
- Lübbenau/Spreewald
- Marquardt
- Mehrow
- Mühlberg/Elbe
- Mühlenbecker Land
- Nordwestuckermark
- Panketal
- Rauen
- Röderland
- Plötzin
- Rehfelde
- Rietz-Neuendorf
- Schipkau
- Schlepzig
- Schönefeld
- Schöneiche bei Berlin
- Schorfheide
- Sonnewalde
- Spremberg
- Tiefensee
- Tschernitz
- Uebigau-Wahrenbrück
- Uetz-Paaren
- Wachow
- Waltersdorf
- Waßmannsdorf
- Werneuchen
- Wittbrietzen
- Wünsdorf
- Wustermark
- Zehdenick

Sachsen
- Bad Muskau

Thüringen
- Böhlen
- Bücheloh
- Döbritz
- Dröbischau
- Frankenhain
- Frauenwald
- Gehlberg
- Geraberg
- Gossel
- Gräfenroda
- Gräfinau-Angstedt
- Herschdorf
- Ilm-Kreis
- Ingersleben
- Langewiesen
- Lichtenhain/Bergbahn
- Mellenbach-Glasbach
- Meuselbach-Schwarzmühle
- Meura
- Mittelstille
- Mühlberg
- Neustadt am Rennsteig
- Pennewitz
- Piesau
- Reichmannsdorf
- Schmiedefeld
- Singen
- Stützerbach
- Uhlstädt-Kirchhasel
- Viernau
- Wolfsberg
- Wümbach
- Zeutsch

Berlin

Nach der Neuordnung der Berliner Bezirke entwarf Diemar die Bezirkswappen für Treptow-Köpenick (2004) und Lichtenberg (2005).